# Maurice Leloir
Maurice Leloir (Paris, 1 de novembro de 1853 - Paris, 7 de outubro de 1940) foi um ilustrador, aquarelista, desenhista, gravador, escritor e colecionador francês. 

## Biografia
Leloir nasceu em Paris, filho e aluno do pintor Auguste Leloir e da aquarelista Héloïse Suzanne Colin, filha do pintor Alexandre-Marie Colin. Leloir casou-se com Céline Bourdier, com quem teve uma filha, Suzanne Leloir, também pintora, que se casou com Philippe, filho de Pauline Savari em 1912. 
Leloir expôs seu trabalho no Salon des artistes français, do qual se tornou secretário. Ele era membro da Escola Crozant nos vales de Creuse. 

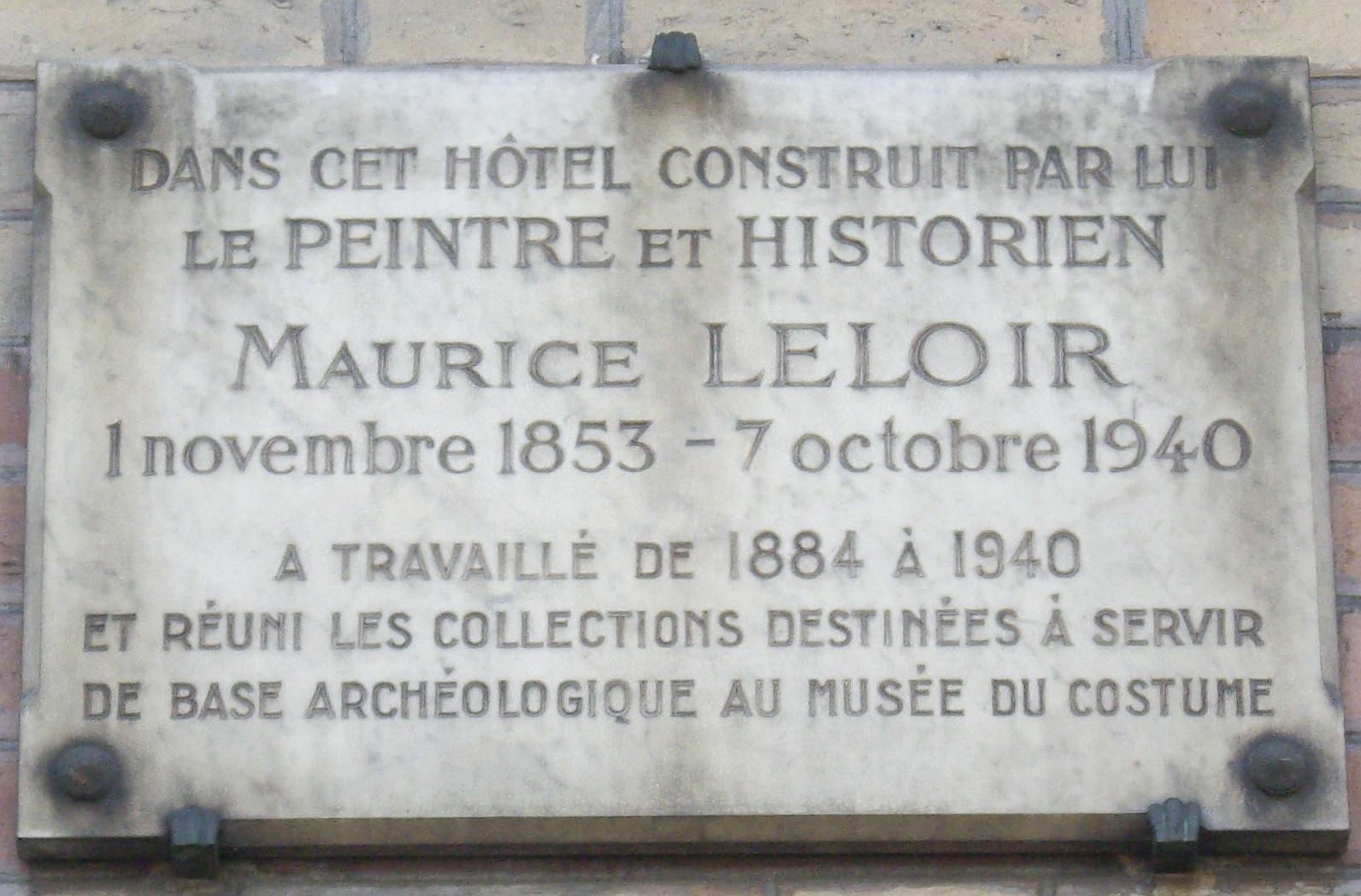
Placa comemorativa na 21 avenue Gourgaud em Paris

Quando a Guerra Franco-Prussiana eclodiu em 1870, Maurice não pôde prosseguir seus estudos na Ecole des Beaux-Arts. Nessa ocasião ele  voltou-se para ilustrar obras clássicas, que desenvolveram seu gosto por trajes antigos e especialmente trajes do século XVIII.
Por volta da década de 1890, Leloir e seus alunos inundaram o mercado de livros de figuras, inspirados em fotografias que representam com precisão trajes e atitudes do passado, muito apreciados pelos bibliófilos. Em 1894 Leloir foi convidado a desenhar os figurinos dos famosos mosqueteiros em uma edição ilustrada de uma obra de Alexandre Dumas publicada por Calmann-Lévy. Um prolífico ilustrador de livros, especialmente para crianças, como o Richelieu de Théodore Cahu, de revistas e fãs, fundou a "Société d'histoire du costume" em 1907. 
Seu irmão, Alexandre-Louis Leloir, também ilustrador, era um pintor conhecido. 
Em 1884, Guy de Maupassant dedicou-lhe o conto Idylle. 

## Trabalho
Uma das pinturas de Leloir foi La Maison Fournaise (óleo sobre madeira), exposta na Maison Fournaise da cidade de Chatou, mas roubada em 1999.

## Publicações
- Bernardin de Saint-Pierre (Ilustrações de Leloir), Paul et Virginie, Paris, Librairie artistique, H. Launette et Cie 1888, 29 × 28   cm, 208 p.
- Alexandre Dumas (121 e 128 desenhos de Maurice Leloir gravados em madeira por Jules Huyot ), Les Trois Mousquetaires, Paris, Calmann Lévy, 1894, 30 × 21   cm, 2 volumes de 502 e 473 p.
- Une femme qualité au siècle passé, Paris, 1778, Paris: J. Boussod, Manzi, Joyant et Cie, 1899
- Alexandre Dumas (113 e 129 desenhos de Maurice Leloir gravados em madeira por Jules Huyot), La dame de Monsoreau, Paris, Calmann Lévy, 1903, 30 × 21   cm, 2 volumes 499 e 488 p.
- Gustave Toudouze (doente. Maurice Leloir), Le Roy soleil, Paris, Boivin & Cie, 1904 (repr. 1908, 1917, 1931) (1ª ed. 1904), 92 p., 37,2 × 30,3   cm Encadernação em alcalina azul, primeira placa com uma decoração policromada representando o Rei Sol, com o título em relevo nas costas.
- Théodore Cahu (doente. Maurice Leloir), Richelieu, Paris, Combet et Cie, 1904 (1ª ed. 1901), 84 p., 37,4 × 30,5   cm Ligação percalina de hera verde completa, primeiro prato estampado com uma decoração policromada representando Richelieu
- Cinema de Hollywood com Douglas Fairbanks, Paris: J. Peyronnet et Cie, 1929
- História do traje da antiguidade em 1914, t. VIII-XII, obra publicada sob a direção de Maurice Leloir, prefácio de Henri Lavedan, Paris: Ernst, 1933-1949
- Dicionário de fantasia e acessórios, armas e armas   : des origines à nos jours, Paris   : Gründ, 1950
- As confissões de Jean-Jacques Rousseau. Maurice Leloir ilustra (gravuras fortes de Champollion, Teyssonieres, Milius, Ruet, etc.) uma super-edição (prefácio de Jules Claretie) em 2 volumes in-4 ° (no luxo de luxo mais 48 vol. De luxo no Japão) ) publicado pela livraria artística H. Launette, em 1889; ilustrações ilustradas em uma nova edição da revista Jules Tallandier, ca 1925 (3 volumes em 8 ° de série, série "Les chefs d'œuvre de l'esprit").

Le Roy soleil
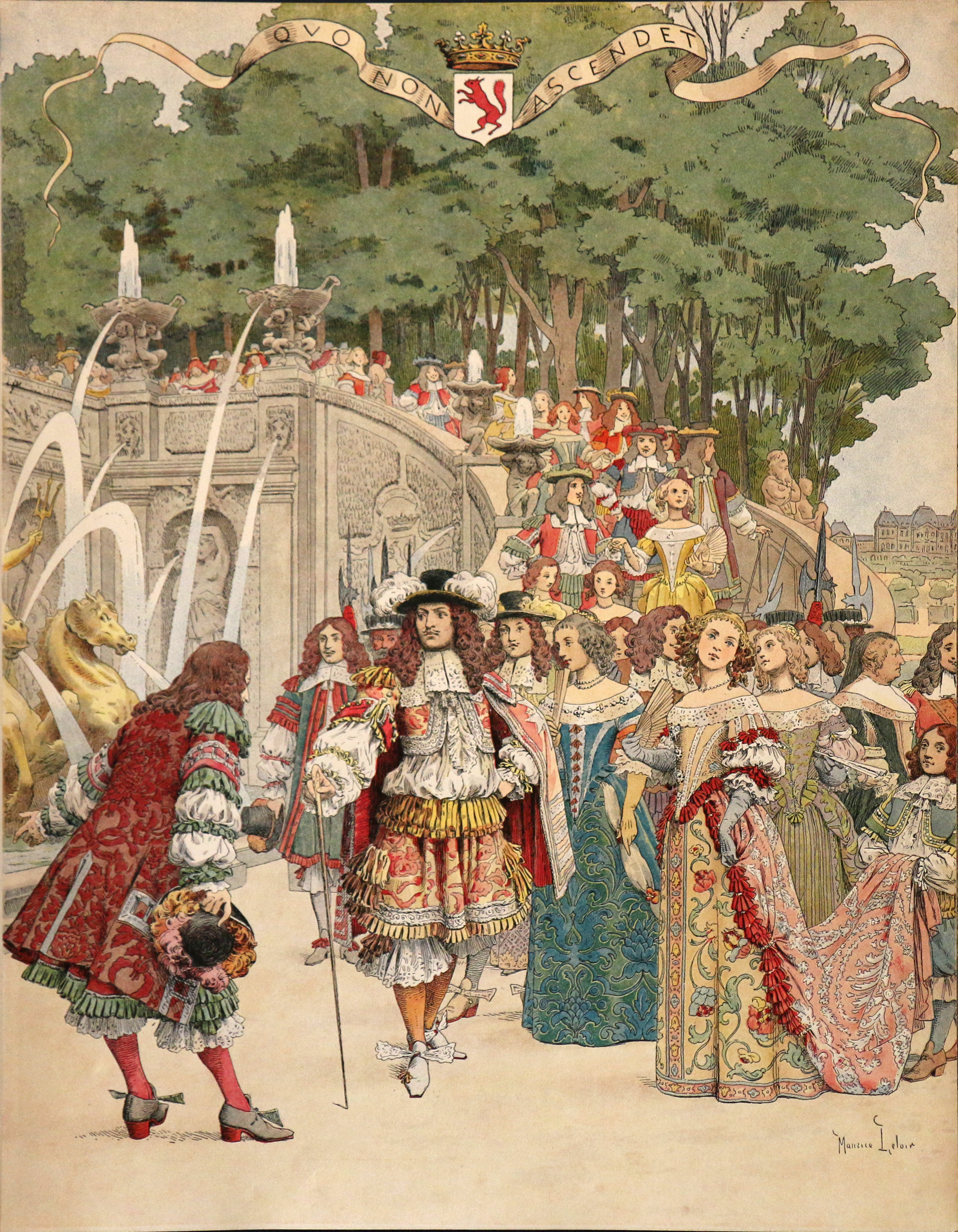
Nicolas Fouquet recebendo o rei no Château de Vaux-le-Vicomte
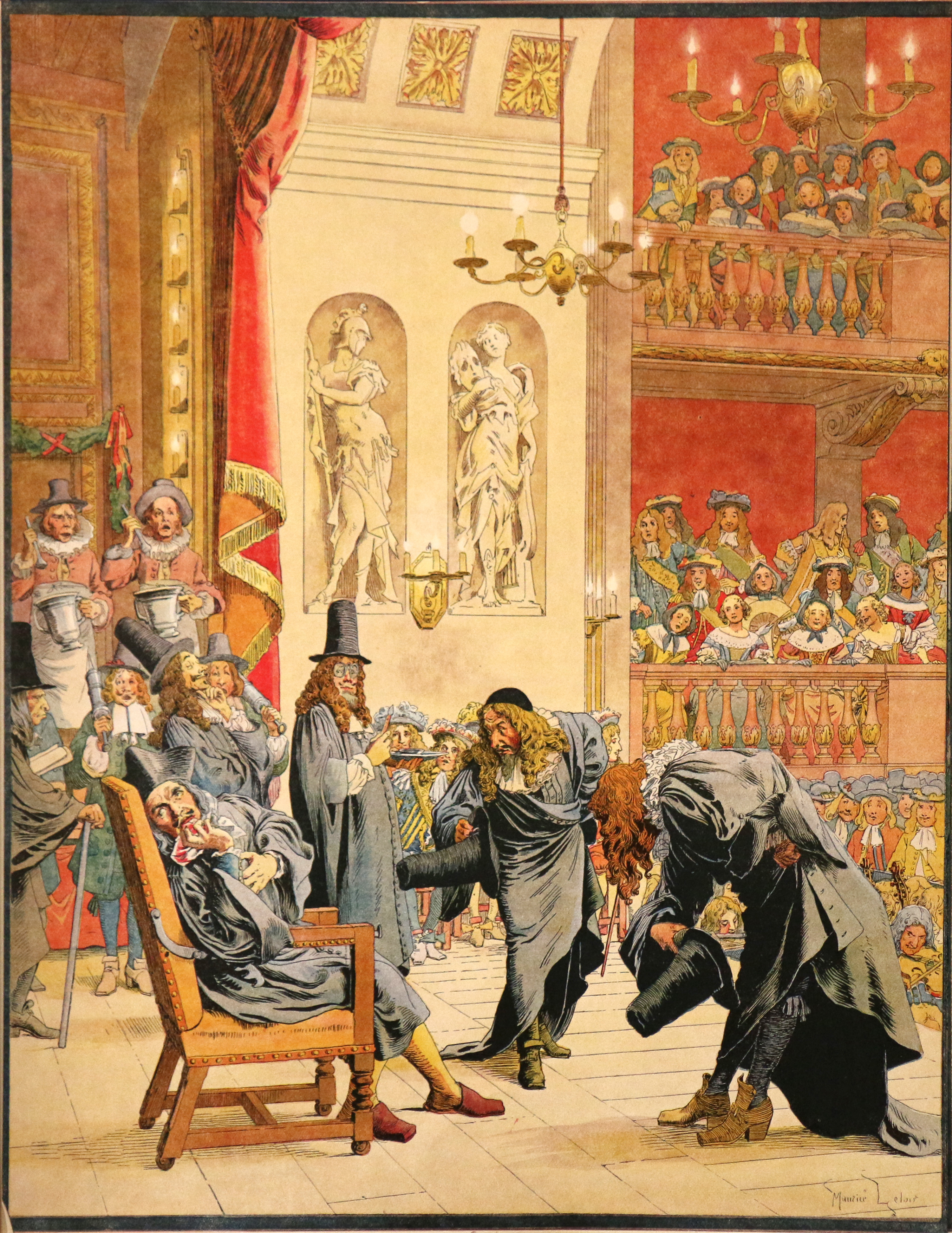
Última apresentação de Molière
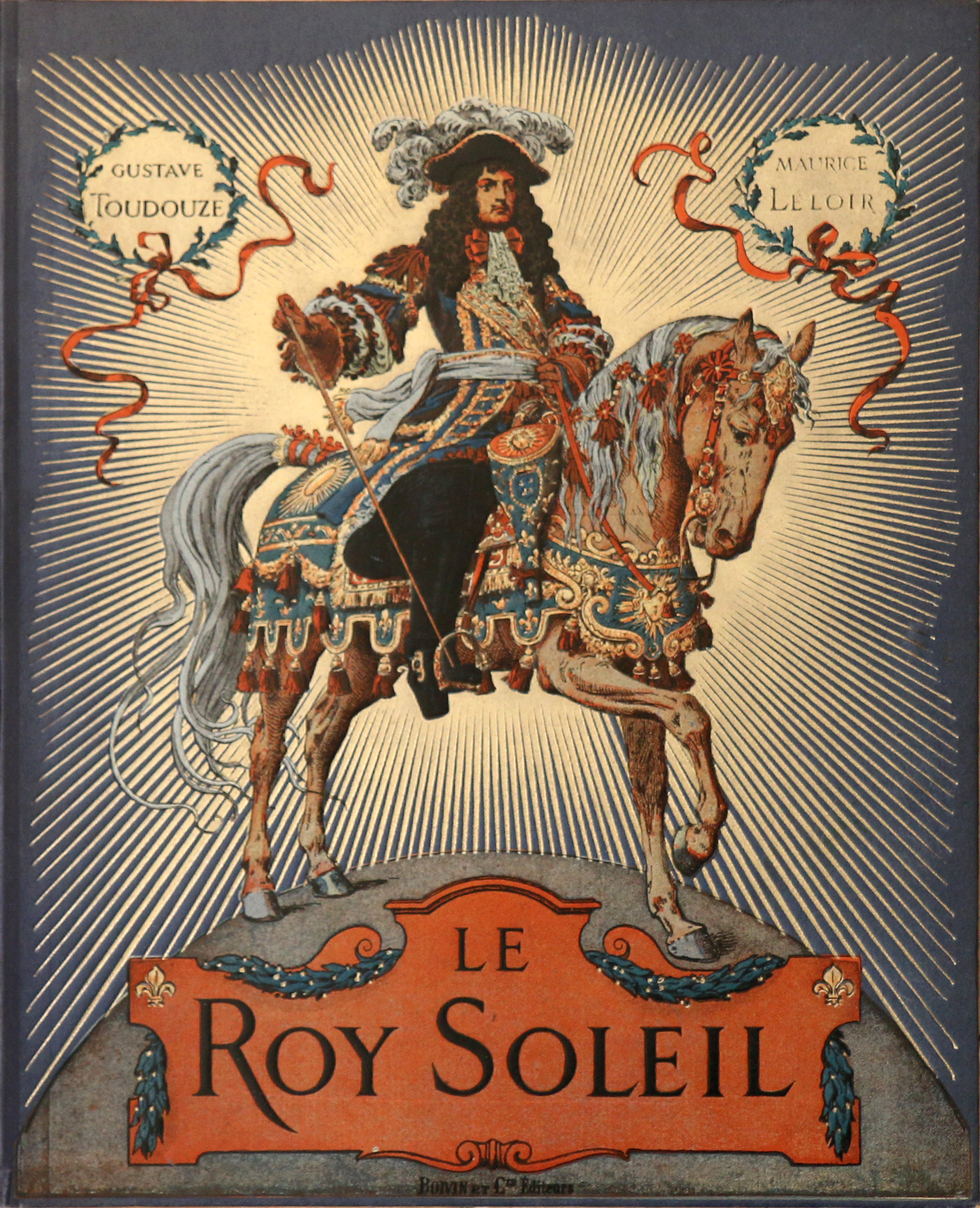
Premier plat du livre
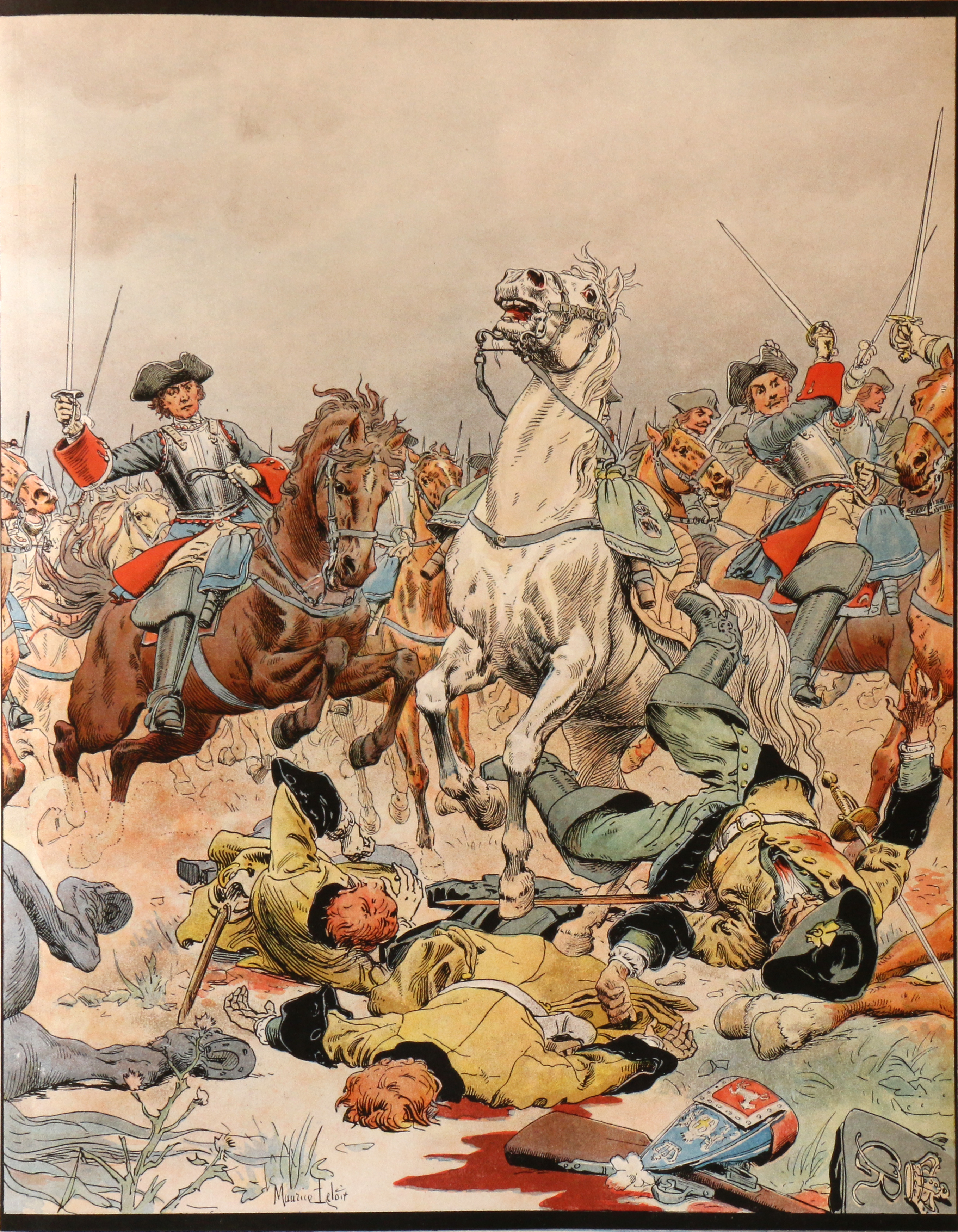
Batalha de Malplaquet
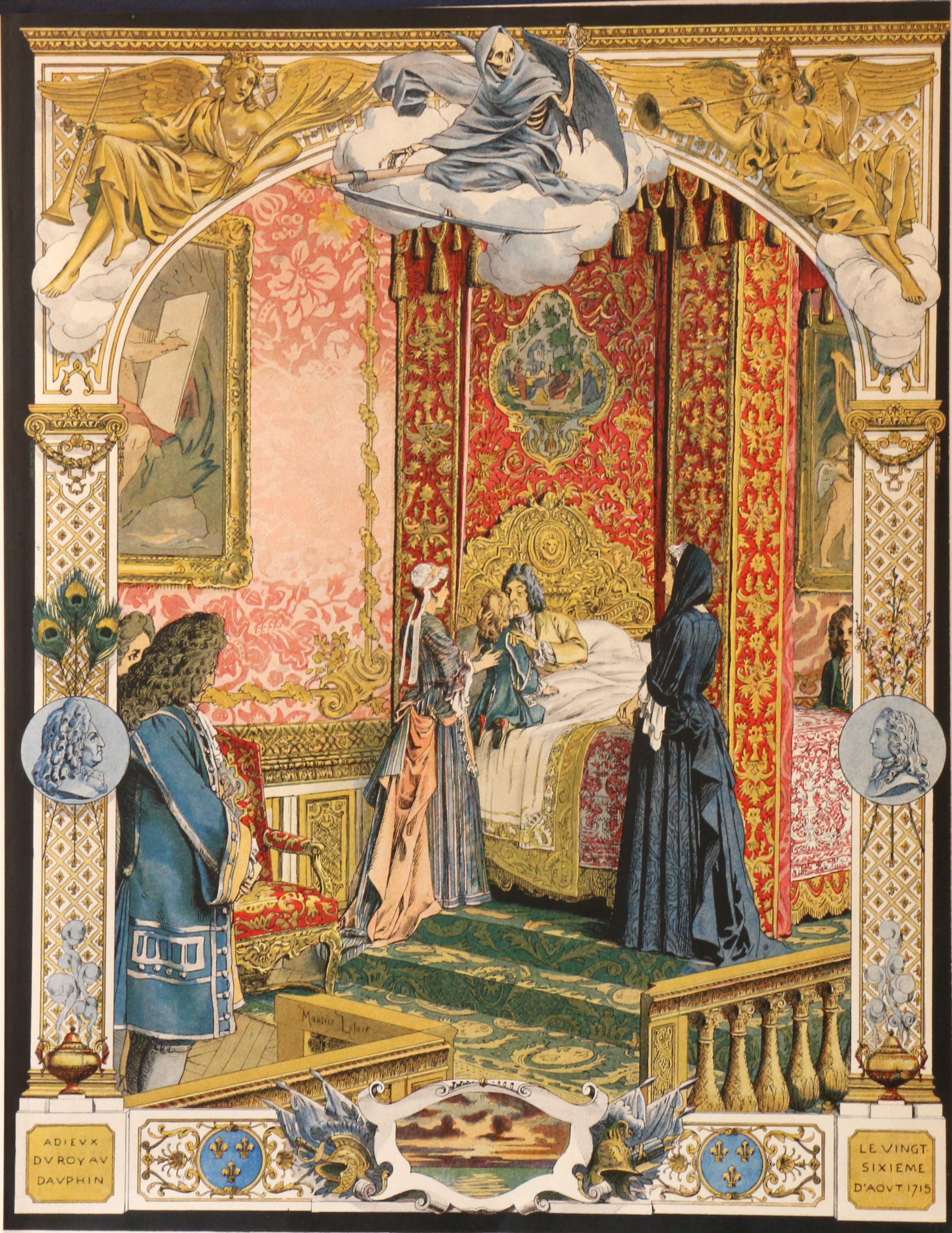
Luís XV abençoado pela morte de Luís XIV

La dame de Monsoreau
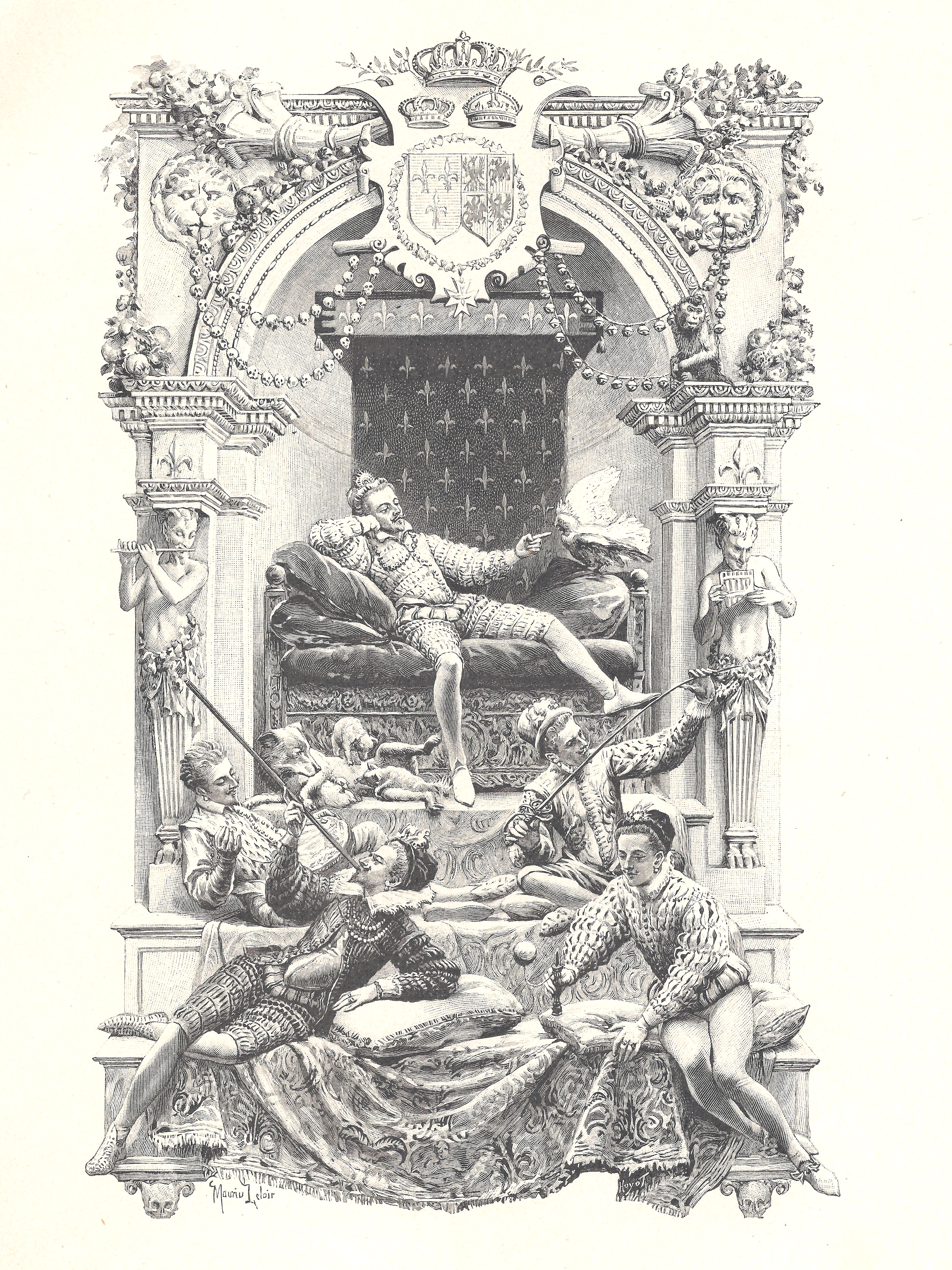
O próprio rei cristão Henrique III e seus amigos
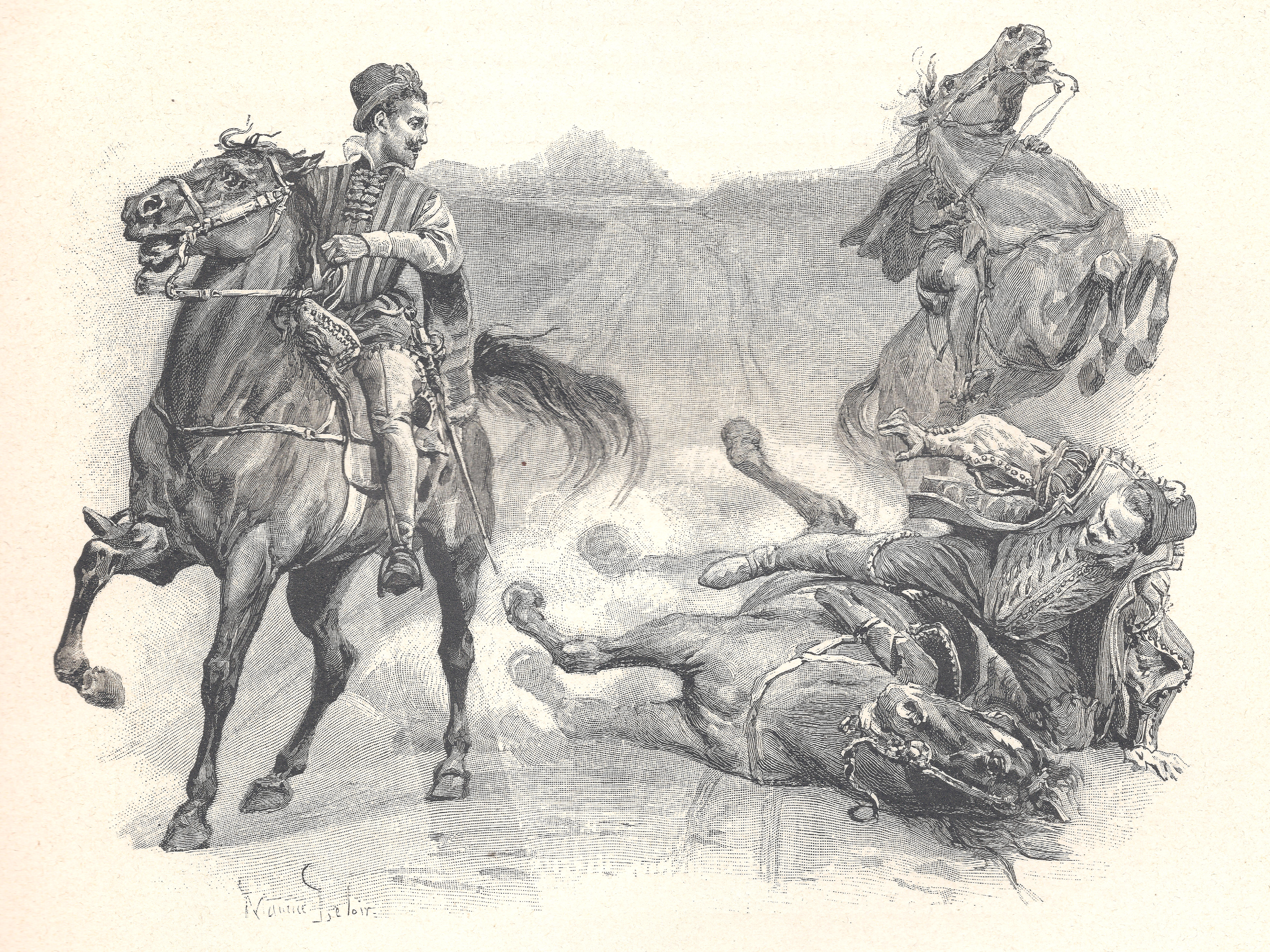
Uma queda de cavaleiro
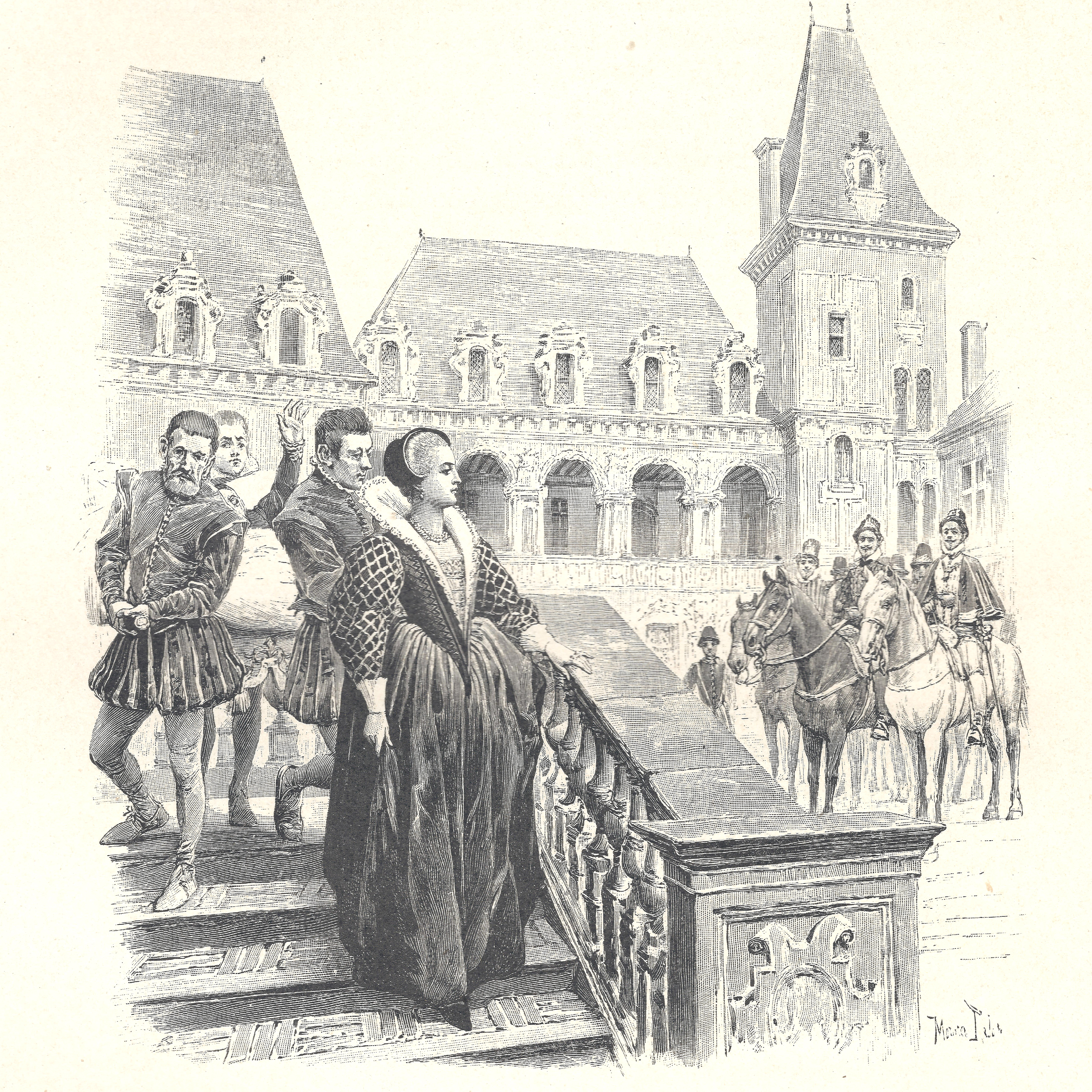
casa
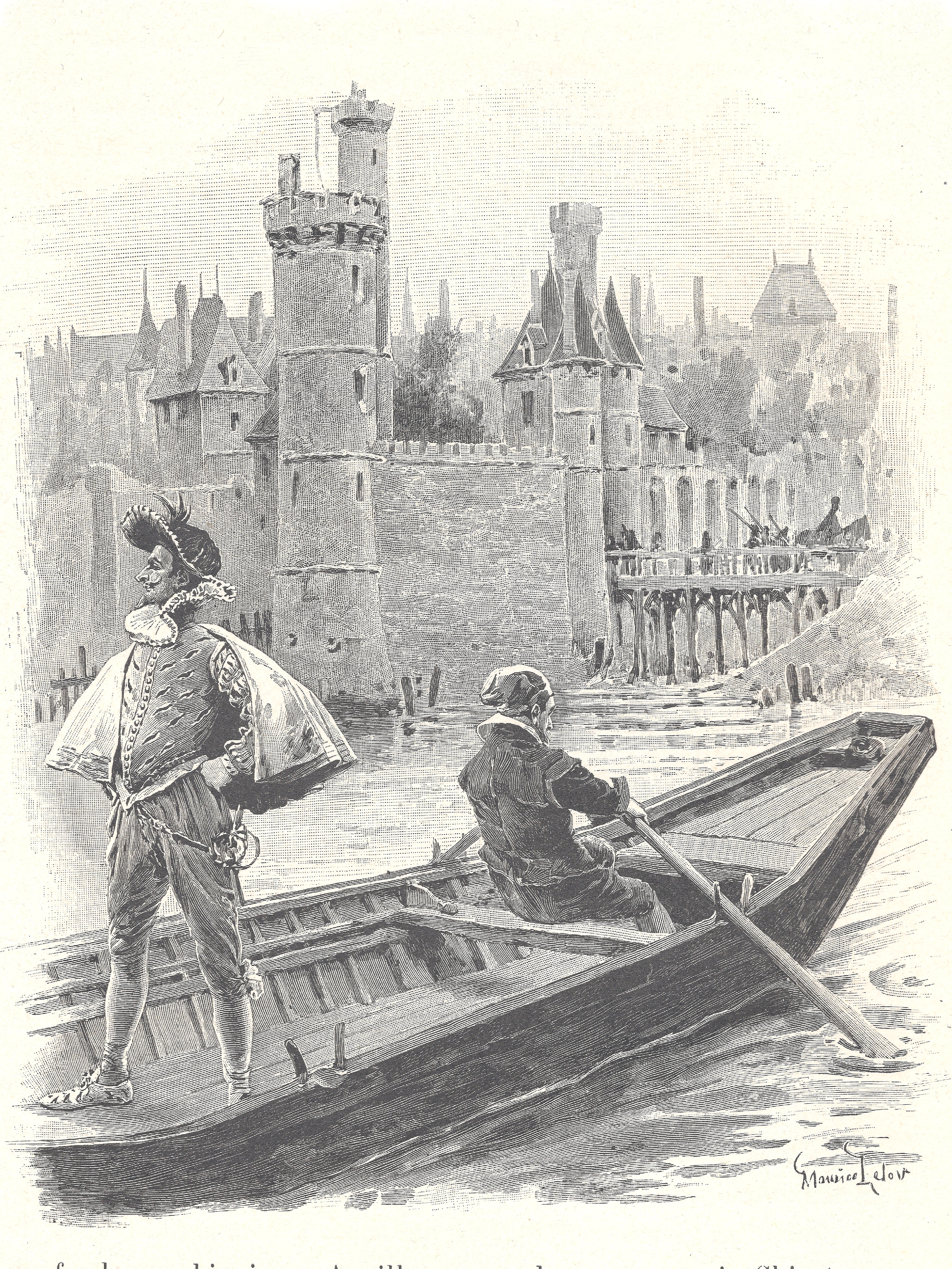
Passagem do Sena na balsa de Nesle.
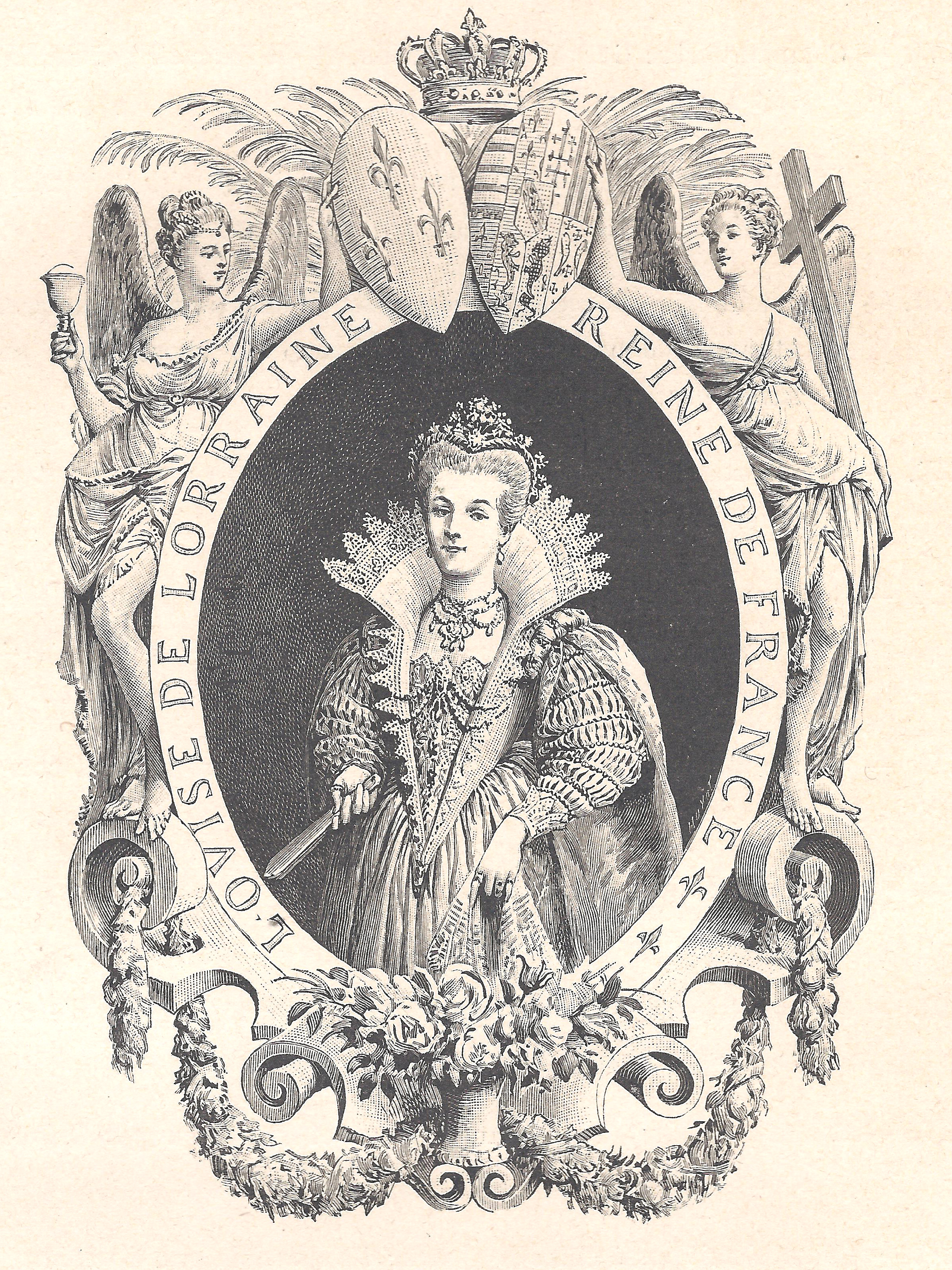
Louise de Lorraine, rainha da França